# Zakliczyn (Myślenice)
Pour l’article homonyme, voir Zakliczyn.
Zakliczyn est une localité polonaise de la gmina de Siepraw, située dans le powiat de Myślenice en voïvodie de Petite-Pologne.